# War of Kings
 (décembre 2014).
Si vous disposez d'ouvrages ou d'articles de référence ou si vous connaissez des sites web de qualité traitant du thème abordé ici, merci de compléter l'article en donnant les références utiles à sa vérifiabilité et en les liant à la section « Notes et références ».

War of Kings est le dixième album de Europe sortie  le 2 mars 2015. L'album est sorti sous multiples formats: En CD standard, en CD Digipack, en CD Jewell Case, en CD édition spéciale accompagné d'un DVD du concert du 29 juillet 2015 au W O A, et en Vinyle.

## Liste des titres
1. "War Of Kings"
2. "Hole In My Pocket"
3. "Second Day"
4. "Praise You"
5. "Nothin’ To Ya"
6. "California 405"
7. "Days Of Rock n Roll"
8. "Children Of The Mind"
9. "Rainbow Bridge"
10. "Angels (With Broken Hearts)"
11. "Light It Up"
12. "Vasastan" (Instrumental) - ne figure pas sur la version standard[1]

## Composition du groupe
- Joey Tempest – chants
- John Norum – guitares
- John Levén – basse
- Mic Michaeli – claviers
- Ian Haugland – batterie